# Halloren Schokoladenfabrik
Die Halloren Schokoladenfabrik AG [haˈloːʀən] ist die älteste bis heute produzierende Schokoladenfabrik Deutschlands. Mehrheitseigner ist die Magrath Holding, die zur westfälischen in-west Gruppe der Familien Ehlert und Illmann gehört.

## Geschichte

### 18. Jahrhundert bis 1945
Das von Friedrich August Miethe (1753–1827), dem Vater von Johann Friedrich Miethe, als Kakao- und Schokoladenfabrik in Halle (Saale) gegründete Unternehmen wurde 1804 zum ersten Mal erwähnt. 1851 übernahm der Konditor Friedrich David die Geschäfte. Das Unternehmen hieß ab da Friedrich David & Söhne, florierte und wurde mit Pralinen der Marke Mignon bekannt.
1905 erfolgte die Umwandlung in eine Aktiengesellschaft, die David Söhne AG. 1912 wurden die ersten Lieferautos eingesetzt.

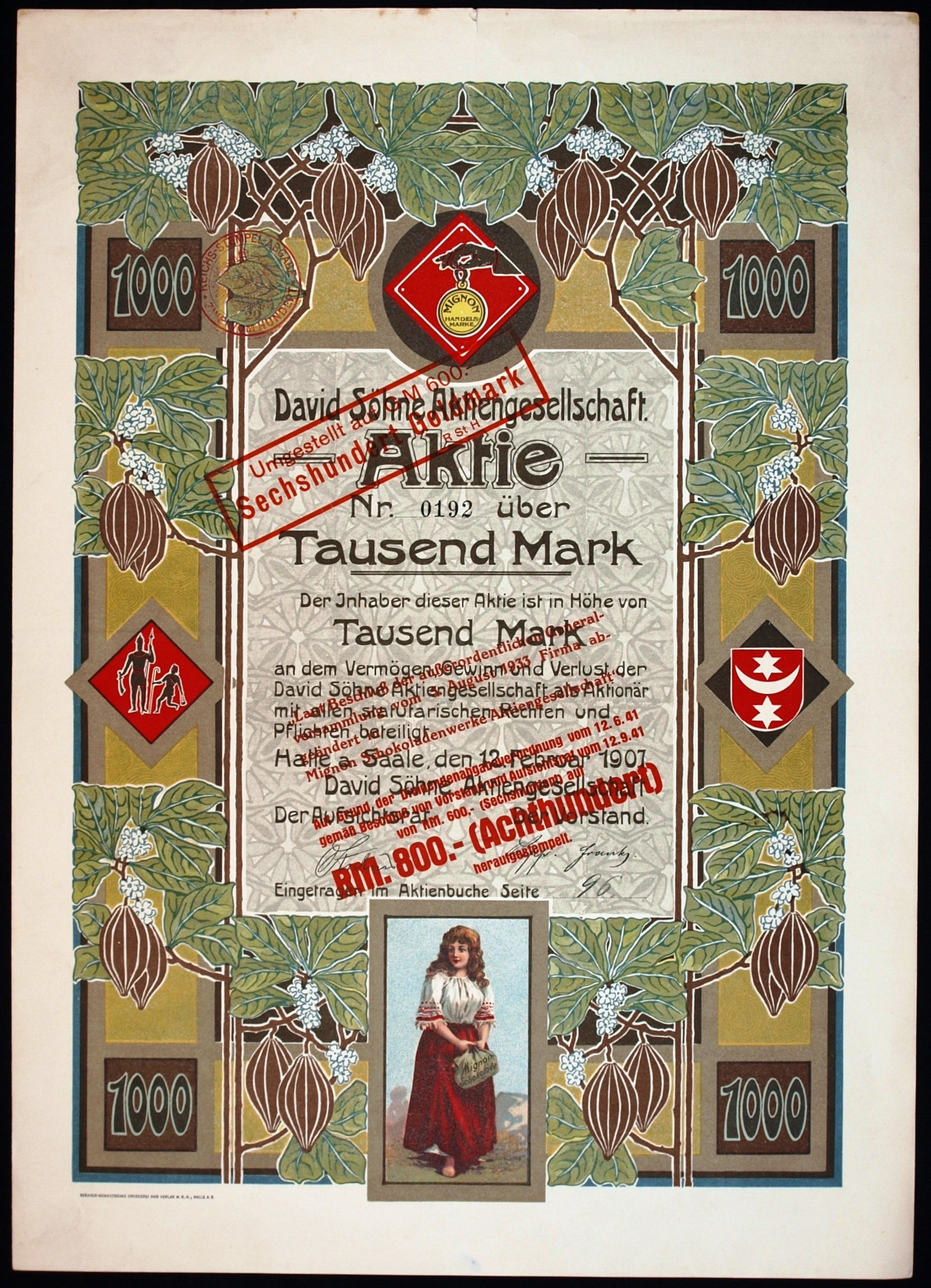
Aktie über 1000 Mark der David Söhne AG vom 12. Februar 1907
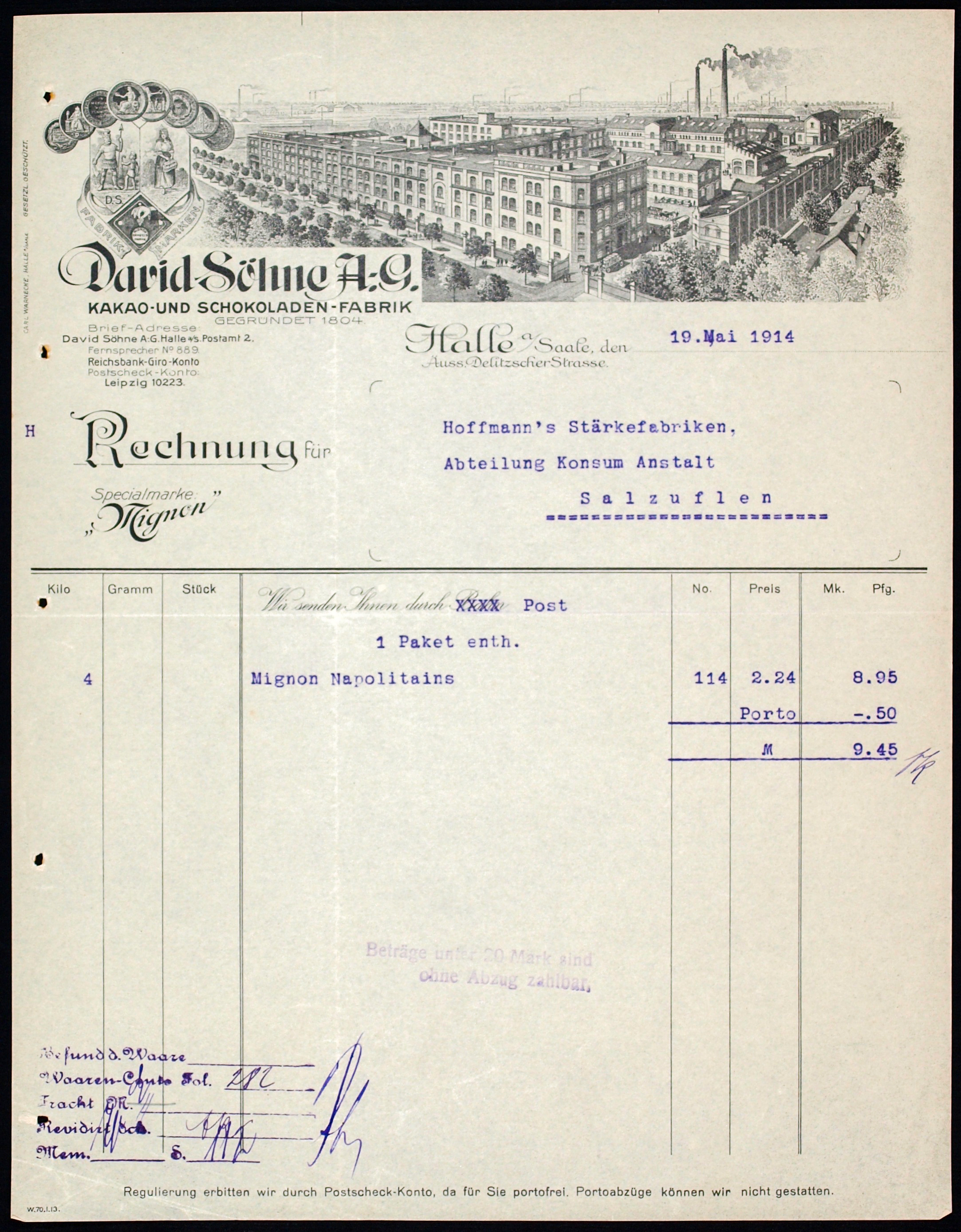
Rechnung der David Söhne AG vom 19. Mai 1914

1934 wurde die Firma von den Nationalsozialisten, aufgrund des jüdischen Namens „David“, in Mignon Schokoladenwerke AG umbenannt. Im Zuge des Zweiten Weltkriegs wurde die Produktion von Süßwaren 1943 eingestellt und Teile des Betriebs wurden als Außenstelle der Siebel Flugzeugwerke für die Fertigung von Zubehörteilen für Flugzeugtragflächen umgewidmet.

### Nachkriegszeit

Altes Logo, verwendet bis 2011

Nach Wiederaufnahme der Produktion wurde die Schokoladenfabrik 1950 enteignet und in einen Volkseigenen Betrieb umgewandelt. 1952 erhielt das Unternehmen den Namen Halloren, angelehnt an die in Halle ansässige Bruderschaft der Salzwirker, genannt Halloren. Ab 1980 war der Betrieb Teil des VEB Kombinat Süßwaren Delitzsch, dessen Stammbetrieb der VEB „Halloren“ Schokoladenfabrik Halle 1988 wurde. In diesem Zuge firmierte das Kombinat zu VEB Kombinat Süßwaren Halle um.
Die Treuhandanstalt veräußerte das Unternehmen 1992 an die Halloren Beteiligungsgesellschaft mbH aus Hannover des Wirtschaftsprüfers und Unternehmers Paul Morzynski.

### 21. Jahrhundert
Seit 2000/2001 gehört die 1880 gegründete Confiserie Dreher aus München als eigenständige Marke mit ihren Mozartkugeln zur Halloren Schokoladenfabrik. 2002 wurde die Weibler Confiserie & Chocolaterie GmbH in Cremlingen übernommen.
Im Jahr 2007 wurde das Unternehmen in die Halloren Schokoladenfabrik AG umgewandelt. Hauptaktionär und Aufsichtsratsvorsitzender des Unternehmens war bis zum Börsengang mit 90 Prozent der Anteile Paul Morzynski. Zum 11. Mai 2007 ging das Unternehmen an die Frankfurter Wertpapierbörse im Entry Standard. Der erste Kurs lag 10 Cent über dem Ausgabepreis von 7 Euro. Das Unternehmen konnte Aktien im Wert von 15,6 Mio. Euro platzieren, davon gingen 6,3 Millionen an die Altgesellschafter. 2007 wurde die gläserne Fabrik in Betrieb genommen, bei der die Besucher die Produktionsabläufe beobachten können, das Schokoladenmuseum wurde nochmals erweitert. 2008 wurde die Delitzscher Schokoladenfabrik GmbH übernommen.

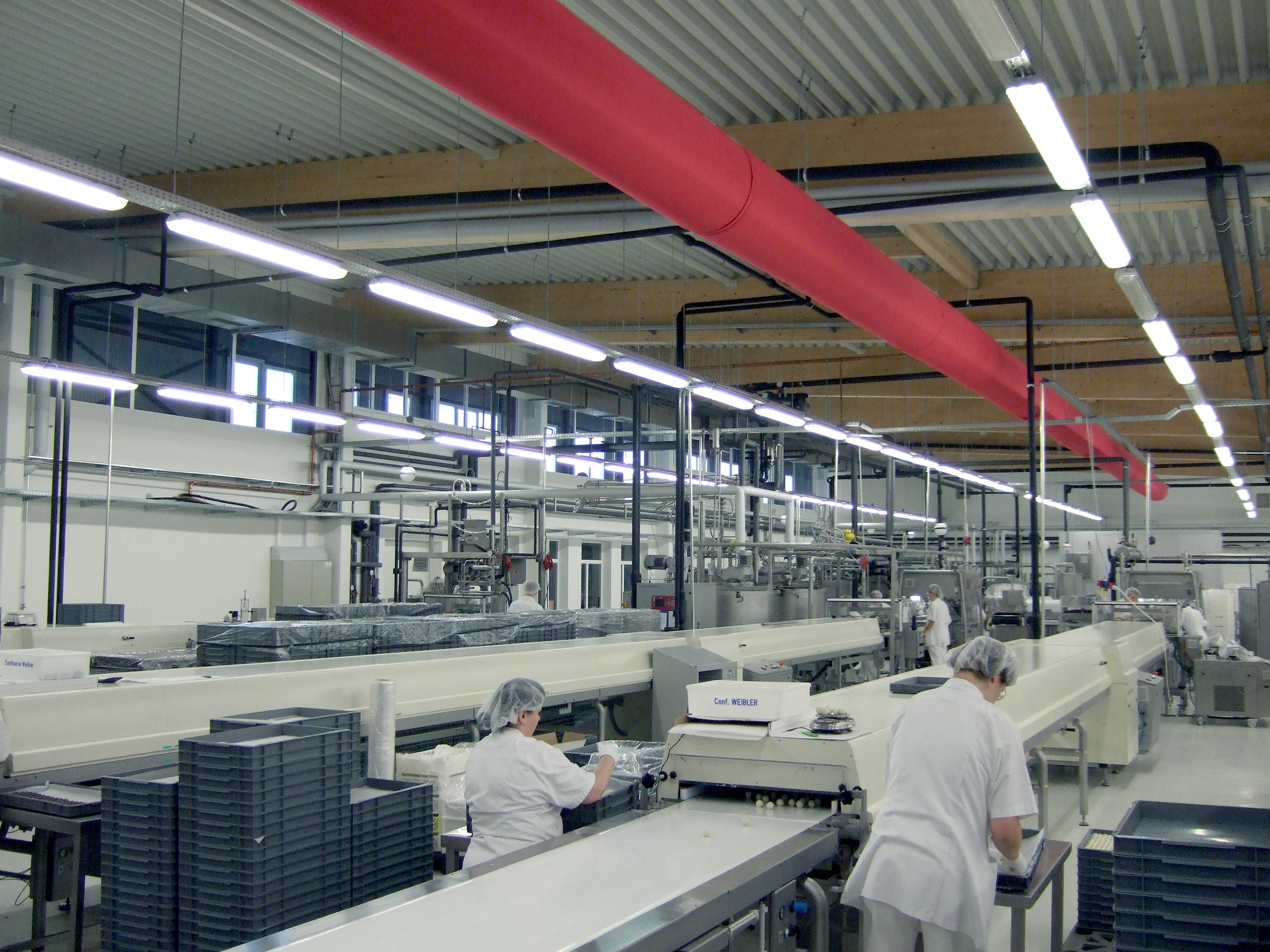
Inneres der Halloren Schokoladenfabrik (2009)

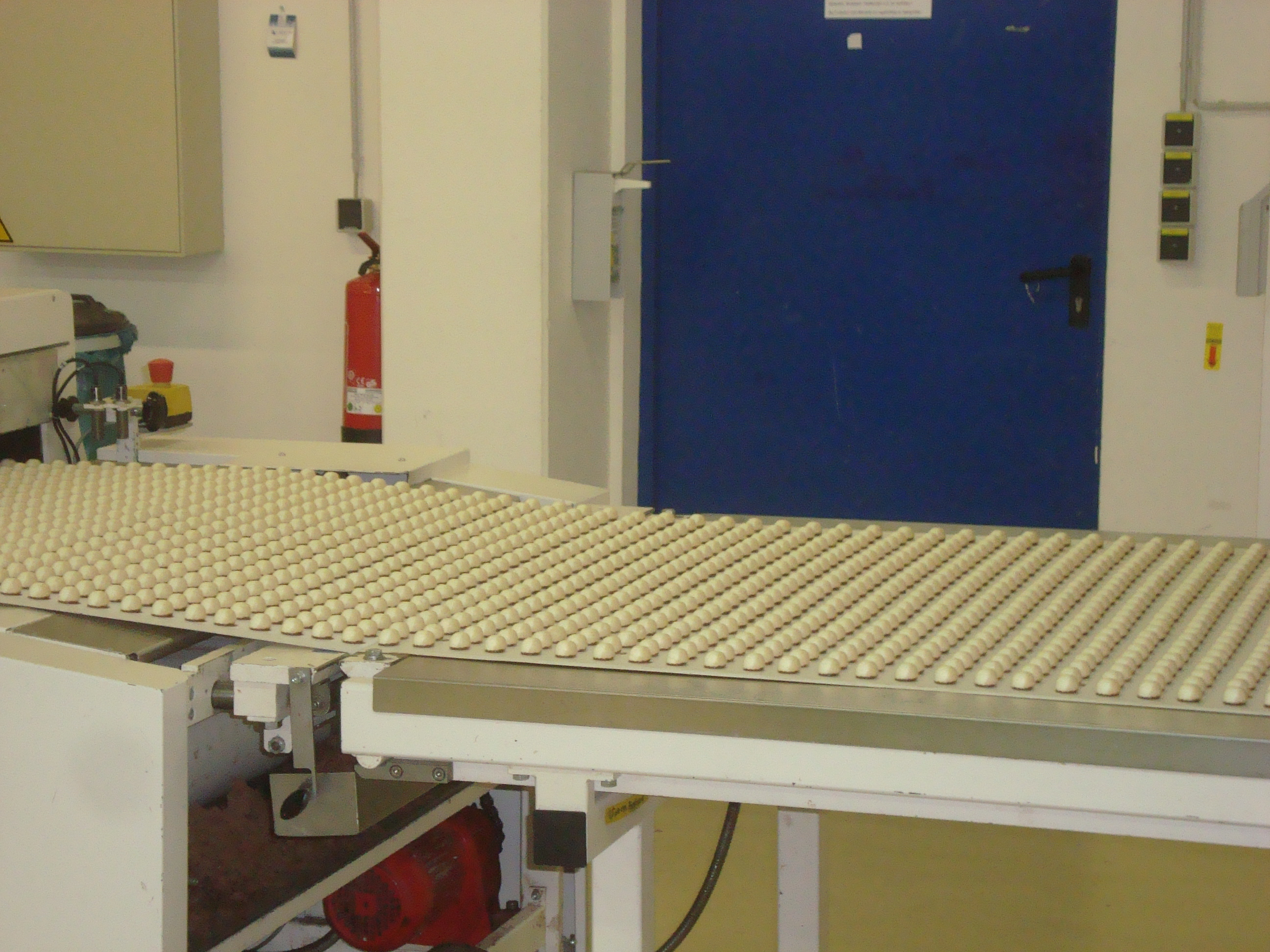
Fertigung der Halloren-Kugeln

2010 erzielte das Unternehmen einen Umsatz von 60,65 Mio. Euro.
2011 wurde die Halloren Schokoladenfabrik AG Mitgesellschafterin und Produktionsstätte der Wunschpralinen Manufaktur GmbH. Diese bietet individuelle Pralinen an, die sich der Kunde selbst kreieren kann. Ebenfalls 2011 wurde die niederländische Firma Steenland Chocolate gekauft.
2012 richtete Halloren einen Onlineshop ein.
2013 lag der Umsatz bei 118 Millionen Euro und stieg bis 2015 auf 122 Millionen Euro. Der Auslandsumsatz betrug ein Viertel; dabei spielen die Länder Dänemark, Kanada und Rumänien eine Rolle. Die Halloren Schokoladenfabrik konnte allerdings seit Jahren keinen oder kaum operativen Gewinn verbuchen. Das positive Ergebnis war lediglich auf Sondereffekte zurückzuführen.
2014 nahm Halloren Kapital von der Magrath Holding auf, um die hohen Verbindlichkeiten zu bedienen. Im Dezember 2014 wurde für das Folgejahr ein Gewinn von etwa 2 Millionen Euro prognostiziert. 2015 brach der Gewinn jedoch um über 90 % ein. Charlie Investors hielten 2015 mehr Anteile als der damalige Hauptaktionär und Aufsichtsratsvorsitzende Paul Morzynski. Mit etwa 26 Prozent Anteilen hatten Charlie Investors damit eine Sperrminorität. Darren Ehlert, welcher zuvor bei der Immobilienfirma In-West Partners als Geschäftsführer tätig war, wurde in den Aufsichtsrat gewählt.
Im Dezember 2016 wurde das Unternehmen von der Börse genommen, um Kosten zu sparen und den Fokus auf das operative Geschäft zu legen. Mit einer Satzungsänderung zum 11. Oktober 2017 wurden die Aktien der Halloren Schokoladenfabrik AG von Stückaktien in Namensaktien umgewandelt. Ende 2017 verkaufte der Großaktionär Paul Morzynski seinen Anteil an Darren Ehlert, was diesen zum Mehrheitseigner machte.
2017 betrug der Umsatz nur noch 107,7 Millionen Euro bei einem Verlust von 3,6 Millionen Euro. Um die Zukunft des Unternehmens nachhaltig zu gewährleisten, stellte die Halloren Schokoladenfabrik auf der Hauptversammlung im September 2017 eine langfristige Strategie vor. Diese beinhaltete folgendes: Komplettentschuldung des Unternehmens, Veräußerung der Tochtergesellschaften, Fokussierung auf das Kerngeschäft und Ausbau der Distribution des Kernprodukts, der Halloren-Kugel. Teil der Strategie war es auch, dass Vorstand Klaus Lellé, wie von ihm auf der Hauptversammlung 2017 angekündigt und ab 2018 umgesetzt, langfristig seine gesamte Energie in den Ausbau der Distribution steckt. Diese Gesamtstrategie wurde in den folgenden Jahren sukzessive umgesetzt: Die Tochtergesellschaften Delitzscher Schokoladenfabrik und Bouchard wurden an die Magrath Holding verkauft und verblieben trotz des Eigentümerwechsels eng mit Halloren verbunden. Insgesamt wurden also Kosten gespart, operativ blieben aber Synergien bestehen. Steenland wurde im gleichen Zug veräußert.
Um zu ermöglichen, dass der bisherige Vorstandsvorsitzende Klaus Lellé wie vorgesehen die Verantwortung für den Vertrieb übernehmen konnte, wurde ab 1. Oktober 2018 mit Ralf Wilfer ein weiterer ausgewiesener Experte der Süßwarenbranche als neuer Vorstand gewonnen. Im selben Jahr hat Halloren den Verkauf seiner letzten Tochtergesellschaft, der Weibler Confiserie Chocolaterie mit 140 Mitarbeitern, für 1 Mio. Euro abgeschlossen. Halloren verfügte danach über eine Eigenkapital-Quote von knapp 70 Prozent.
2019 folgte Darren Ehlert als weiteres Vorstandsmitglied. Mit ihm wurde die Distribution der Halloren-Kugel weiter ausgebaut. Um weitere Kosten einzusparen, wurden zudem Sortiment und interne Strukturen gestrafft. Unterdessen erzielte das Unternehmen mit 14,5 Millionen verkauften Schachteln Halloren-Kugeln einen Absatzrekord, erzielte jedoch einen Verlust von 2,9 Millionen Euro bei einem Gesamtumsatz von 27 Millionen Euro. Halloren steigerte seine Verkäufe im Heimatmarkt Sachsen-Anhalt, Sachsen und Thüringen und wurde gleichzeitig bekannter im westdeutschen Markt, wie etwa in Nordrhein-Westfalen. Zum Jahresende war die Sanierung des Unternehmens erfolgreich abgeschlossen. 2020 erzielte das Unternehmen einen erneuten Absatzrekord des Kernprodukts, der Halloren-Kugel, mit 16,5 Millionen Schachteln, gefolgt von 16,8 Millionen Schachteln 2021.
Aufgrund der Unternehmensverkäufe und der Konzentration auf das Kerngeschäft konnte Halloren auch die Corona-Krise gut überbrücken, wenn auch der Umsatz auf 22,9 Millionen Euro und die Mitarbeiteranzahl von über 260 auf 156 im Jahr 2021 schrumpfte.  Wie auf der Hauptversammlung 2021 von Vorstand Darren Ehlert angekündigt, wurden im August desselben Jahres schließlich die letzten Verbindlichkeiten zurückgezahlt. Halloren ist seitdem schuldenfrei.
Im August 2024 wurde nach einem Preisstreit mit dem Großkunden Lidl, der den Einkaufspreis stark drücken wollte, Kurzarbeit für 280 von 400 Mitarbeitern bis Jahresende angekündigt. Der Umsatz soll durch den Wegfall des Großkunden um ein Viertel zurückgehen.

## Hauptsitz

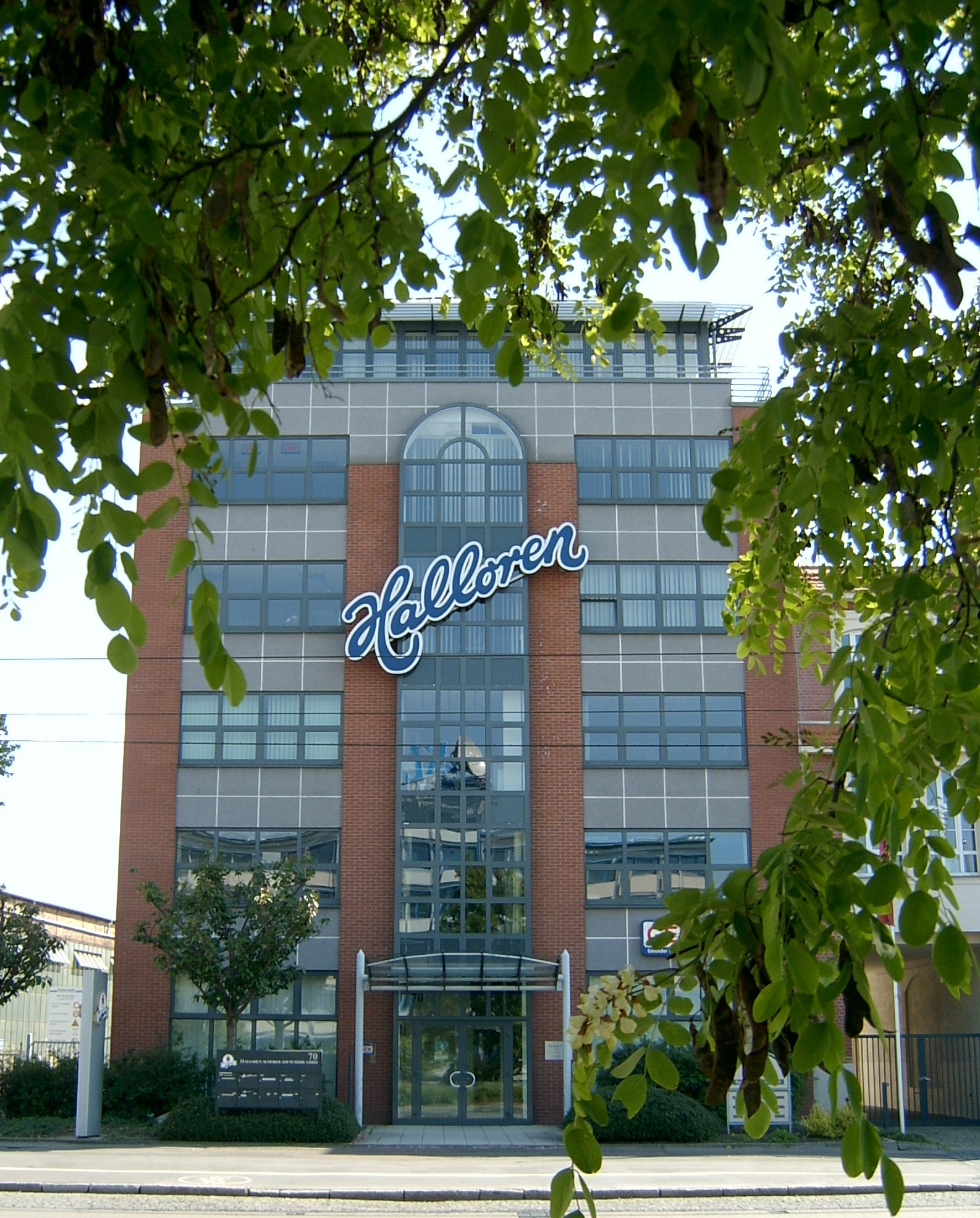
Haupteingang

Der Hauptsitz befindet sich nach wie vor in Halle. Im 1896 erbauten Fabrikgebäude findet bis heute die Produktion statt, dazu der Fabrikverkauf. Seit 2002 lädt das Halloren Schokoladenmuseum mit dem sogenannten Schokoladenzimmer zur Besichtigung ein.

## Produkte

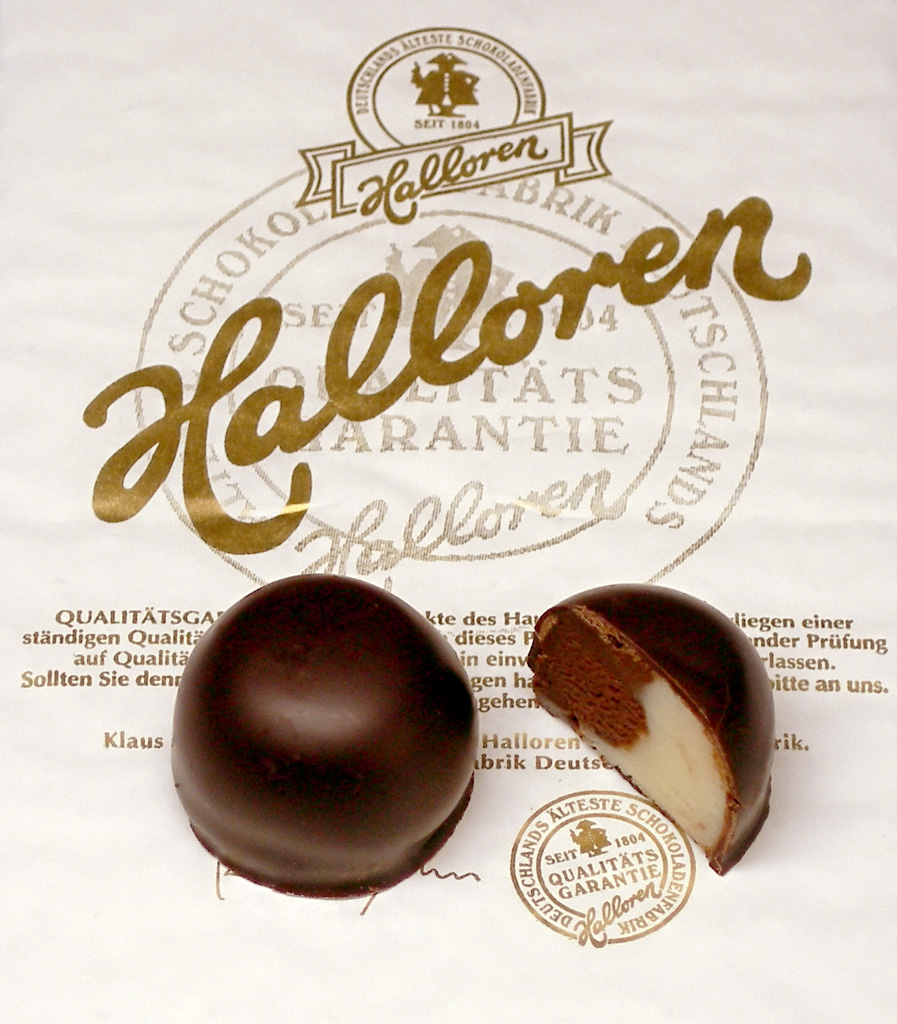
Halloren-Kugeln

Das bekannteste von 120 Produkten sind die Original Halloren-Kugeln (Eigenschreibweise Halloren Kugeln), die bereits seit 1952 hergestellt werden. Ihren Namen haben sie von den in Halle in früherer Zeit tätigen Salzwirkern, den Halloren, weil das aus Sahne und Schokolade bestehende Konfekt an die kugelförmigen Silberknöpfe an den Jacken der Halloren erinnern soll. Bis 1956 wurden sie in Handarbeit produziert. Halloren-Kugeln werden unter anderem als Ostprodukt vermarktet.

## Auszeichnungen
- Preisträger des Wettbewerbs Großer Preis des Mittelstandes (2002)[53]
- Mitteldeutscher Marketingpreis (2004)[54]